# Uster
Uster es una ciudad situada en el cantón de Zúrich, Suiza. Tiene una población estimada, a fines de 2020, de 35 337 habitantes.
Es la capital del distrito de Uster. Limita al norte con la comuna de Volketswil, al noreste con Fehraltorf, al este con Pfäffikon (Schwyz) y Seegräben, al sur con Gossau y Mönchaltorf, y al oeste con Maur y Greifensee. Es la tercera ciudad del cantón de Zúrich

## Transporte
Ferrocarril
Existe una estación de ferrocarril en la que paran varias líneas de la red de trenes de cercanías S-Bahn Zúrich.

## Ciudades hermanadas
- Prenzlau.

## Demografía
| Naciones            | 31/dic/2007 | 31/dic/2008 | 31/dic/2009 | 31/dic/2010 | 31/dic/2011 | 30/nov/2012 |
| ------------------- | ----------- | ----------- | ----------- | ----------- | ----------- | ----------- |
| Suiza               | 77,67 %     | 77,92 %     | 78,53 %     | 78,67 %     | 78,43 %     | 78,03 %     |
| Alemania            | 3,90 %      | 4,41 %      | 4,42 %      | 4,53 %      | 4,87 %      | 5,01 %      |
| Italia              | 4,47 %      | 4,31 %      | 4,12 %      | 4,06 %      | 3,94 %      | 3,87 %      |
| Portugal            | 1,46 %      | 1,52 %      | 1,56 %      | 1,55 %      | 1,60 %      | 1,68 %      |
| Serbia / Montenegro | 3,29 %      | 2,81 %      | 2,04 %      | 1,42 %      | 1,19 %      | 0,99 %      |
| Turquía             | 1,13 %      | 1,06 %      | 0,99 %      | 0,94 %      | 0,94 %      | 0,96 %      |
| Kosovo              | -           | -           | -           | 0,76 %      | 0,81 %      | 0,94 %      |
| Macedonia del Norte | 0,95 %      | 0,88 %      | 0,94 %      | 0,95 %      | 0,91 %      | 0,92 %      |
| Austria             | 0,71 %      | 0,76 %      | 0,73 %      | 0,76 %      | 0,68 %      | 0,73 %      |
| España              | 0,78 %      | 0,72 %      | 0,67 %      | 0,64 %      | 0,67 %      | 0,69 %      |